# Yui Narumiya
Yui Narumiya (* 22. Februar 1995 in Ukyō-ku-Kyōto) ist eine japanische Fußballspielerin.

## Karriere

### Verein
In ihrer Jugend war Yui Narumiya zunächst von 2002 bis 2006 bei Uzumasa Soccer Shonen-dan aktiv und wurde ab 2007 Teil der JFA Academy Fukushima. Anfang 2013 schloss sie sich den MyNavi Sendai Ladies an, wo sie jedoch nur ein paar Monate verblieb, ehe sie sich im September desselben Jahres Speranza Osaka anschloss. Hier blieb sie bis Januar 2017 und fand anschließend mit den JEF United Chiba Ladies einen neuen Klub. Seit Anfang 2021 steht sie bei den INAC Kobe Leonessa unter Vertrag. Für diese gab sie ihr Debüt in der WE League am 12. September 2021 bei einem 5:0-Sieg über Omiya Ardija Ventus.

### Nationalmannschaft
Im Jahr 2021 debütierte sie für die japanische A-Nationalmannschaft. Ein Jahr später stand sie im Kader für die Asienmeisterschaft 2022 und kam hier in der Gruppenphase auf drei Treffer in drei Partien. Am Ende schaffte sie es mit ihrer Mannschaft bis ins Halbfinale, in dem sie mit ihrem Team der Volksrepublik China mit 5:6 im Elfmeterschießen unterlag. Durch den Halbfinaleinzug gelang ihr mit Japan die Qualifikation für die Weltmeisterschaft 2023.